# لمياء حمادة
لمياء حمادة (1959 -)، ممثلة أردنية تعيش في الكويت.

## عن حياتها
ولدت في الكويت من أب أردني وأم سعودية. بدأت بالتمثيل وهي بسن صغيرة مع شقيقاتها الممثلات باسمة وهدى حمادة. فكأن أول أعمالها الإحترافية سهرة «منى»، وقدمت من بعدها عدة أعمال سوأ في التلفزيون أو المسرح. لكنها لم تستمر فترة طويلة حيث توقفت عن العمل الفني بعام 1983 من أجل التفرغ لزوجها وأبناءها، وعادت بعام 1996 خلال سهرة «أقنعة حقيقة» ولكنها اعتزلت بعد ذلك.

## من أعمالها

### المسلسلات
- 1975: منى - سهرة تلفزيونية.
- 1976: ابن العطار.
- 1977: سوق الفريج.
- 1977: الطابق الثالث.
- 1978: امرأة قالت لا - سهرة تلفزيونية.
- 1979: أبو مسامح أيام زمان.
- 1981: الشاطر حسن.
- 1981: معرس تحت الاختبار - مسلسل إذاعي.
- 1983: وسقطت أوراق الخريف.
- 1996: أقنعة حقيقة - سهرة تلفزيونية.

### المسرحيات
- 1977: بدل فاقد.
- 1978: بيت بو صالح.
- 1980: دار.

## روابط خارجية
- لمياء حمادة على موقع قاعدة بيانات الأفلام العربية